# 神聖ローマ皇帝カール5世 (クラナッハの絵画)
『神聖ローマ皇帝カール5世』（しんせいローマこうていカールごせい、西: Retrato del emperador Carlos V、英: Portrait of the Emperor Charles V）は、ドイツ・ルネサンス期の画家ルーカス・クラナッハ (父) が1533年に板上に油彩で制作した絵画である。画家はこの肖像画を手掛けるにあたり、モデルの人物であるカール5世と面会する機会を得ることができなかったため、皇帝の既存の肖像画を手本にしたと思われる。現在、作品は、マドリードのティッセン＝ボルネミッサ美術館に所蔵されている。

## 作品

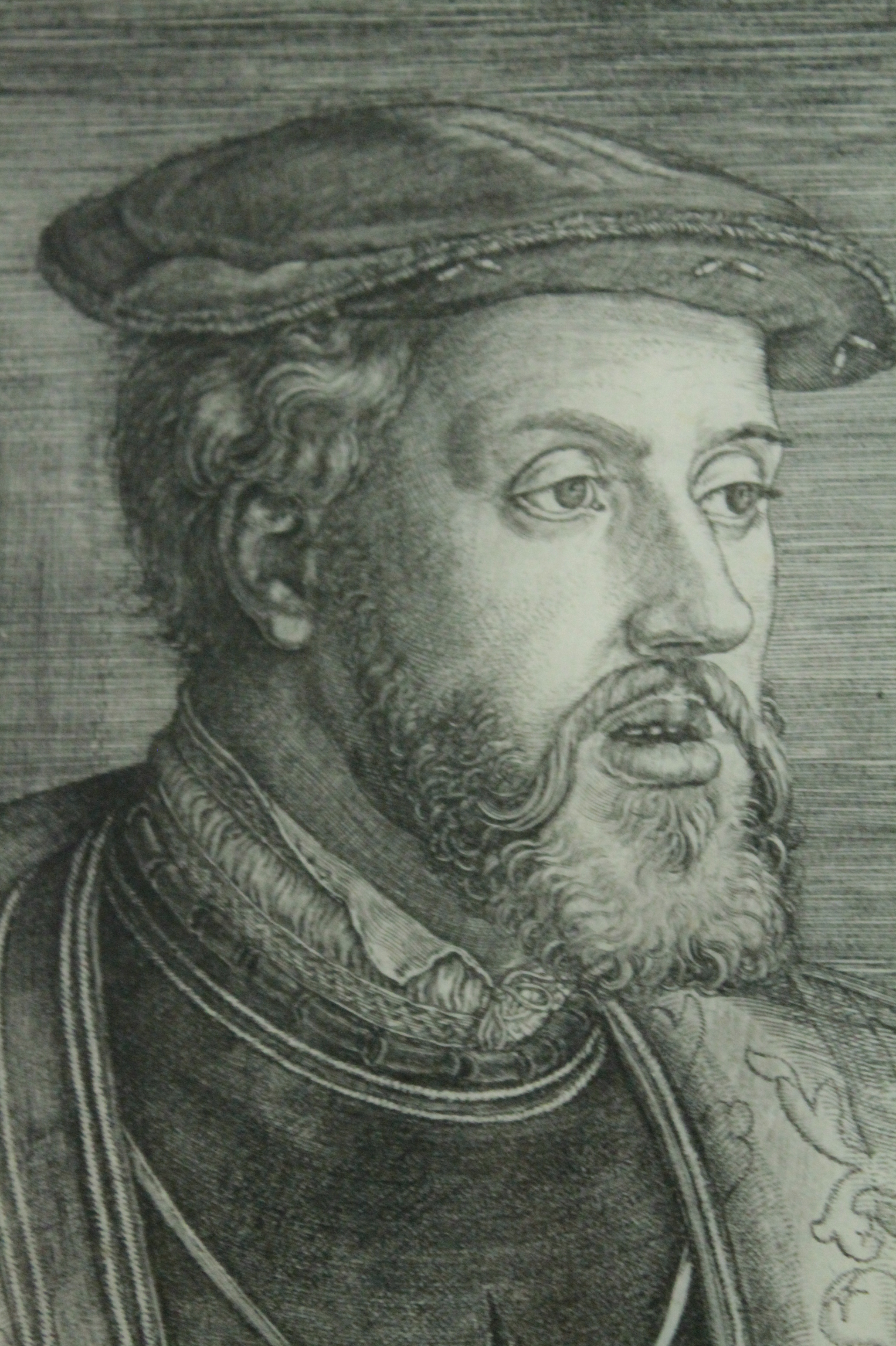
バルテル・ベーヘムの銅版画『神聖ローマ皇帝カール5世』 (1531年)

伝承によれば、クラナッハはネーデルラント旅行中の1508年に、当時まだ子供であった後のカール5世の肖像を描いたという。しかし、この肖像画は現存しない。やがて、1547年に画家は皇帝となっていたカール5世と面会を果たしたが、この時は皇帝の肖像を描く機会を持つことはなかった。
本作が描かれた1532-1533年ごろにクラナッハの工房で制作された肖像画は、『ザクセン選帝侯ヨハン・フリードリヒ寛大公の肖像』 (ルーヴル美術館)、『マルティン・ルターとカタリナ・フォン・ボラの肖像』 (ウフィツィ美術館) など宗教改革に関わったプロテスタントの人物を表している。こうした中、カトリックであり、プロテスタントと対立したカール5世の肖像画を、プロテスタント側であったクラナッハが描いたことは驚かされる事実である。
この肖像画が描かれた背景には、1532年の和議によって宗教改革の抗争が中断していたという事実が挙げられる。カール5世はフランスやオスマン・トルコとの戦いに備えるべく、神聖ローマ帝国内のプロテスタントの諸侯や諸同盟からの援助を得る必要があった。そのため、皇帝は一時、プロテスタントへの弾圧を断念していたのである。肖像画は1532年からクラナッハの雇用主となったヨハン・フリードリヒ寛大公により委嘱されたと思われる。
この絵画で、皇帝カール5世は、明るい緑の背景の前で胸像として描かれている。彼が皇帝であることを示すものは、身に着けている金羊毛騎士団の徽章だけである。クラナッハは本肖像画を描く際にカール5世と対面しなかったにもかかわらず、おそらくバルテル・ベーヘムが制作した銅版画の肖像などを手本とすることによって、目立つ顎、大きな下唇などカール5世の顔の特徴を捉えている。